# Додзь
Додзь — село в Корткеросском районе республики Коми, административный центр сельского поселения Додзь.

## География
Расположено на левом берегу Вычегды у озера Додзь, примерно в 9 км по прямой на запад-юго-запад от районного центра села Корткерос и в 27 км по прямой на восток-северо-восток от города Сыктывкар.

## История
Упоминается с 1707 года как «деревня Дожская над озером Дожским». Основана выходцами из Усть-Сысольской волости в промежутке между 1678 – 1707 гг. В 1719 году в деревне было 3 двора.
Основным занятием населения было земледелие, животноводство, охота на боровую дичь и пушных зверей, рыболовство. В 1891 году открыта школа грамоты, в 1903 – библиотека.
В XIX веке построена часовня. Сейчас меется церковь Петра и Павла (действует с 2006 года).

## Население
В 1784 году в деревне было 28 дворов; в них жило 168 человек, в 1873 — 54 двора, 376 человек, в 1892 — 411 человек, в 1918 — 110 дворов, 534 человека.
В 1970 здесь жили 434 человека, в 1979 — 297, в 1989 — 233, в 1992 — 233, в 1996 — 221 человек.
Постоянное население в 2022 году составляло 234 человека (коми 78 %), в 2010 — 189 человек.